# El Coquimbo (periódico)
El Coquimbo fue un periódico chileno de tendencia radical, editado en la ciudad de la La Serena. Fue el único periódico fundado en dicha ciudad durante el siglo XIX que perduró hasta mediados del siglo XX con más de 13 000 ediciones en su historia.

## Historia
Fue fundado por Bernardo Ossandón el 5 de diciembre de 1879, siendo su director y redactor hasta 1905. De tiraje trisemanal y gran formato, destaca por haber sido el periódico donde Gabriela Mistral comenzó a publicar sus primeros escritos que le valieron agudas críticas del clero regional.
Hacia 1895 su imprenta estaba ubicada en la vereda sur de calle Colón, entre la calle Los Carrera y la calle de la Merced —actual avenida José Manuel Balmaceda—. En 1920 su sede se ubicaba en calle O´Higgins N°15. Su director propietario fue Julio Guerra Mery, y su jefe de crónica, Ricardo Segundo Rivera.
El Coquimbo dejó de circular el 19 de marzo de 1945.